# Neuötting
Neuötting (in bavarese Neiäding) è una città tedesca che fa parte del circondario di Altötting, situato nel land della Baviera.